# 雷桑略
雷桑略（法語：Résenlieu，法語發音：[ʁezɑ̃ljø] ⓘ）是法国奥恩省的一个市镇，位于该省中部偏东北，属于阿让唐区。

## 地理
雷桑略（48°47'30"N, 0°16'44"E）面积5.09 平方千米，位于法国诺曼底大区奧恩省，该省份为法国西北部内陆省份，北起顺时针与卡爾瓦多斯省、厄尔省、厄尔-卢瓦省、萨尔特省、马耶讷省和芒什省接壤。
与雷桑略接壤的市镇（或旧市镇、城区）包括：圣埃夫鲁德蒙福尔、克鲁瓦西耶、加塞、梅尼勒于贝尔-昂内姆。

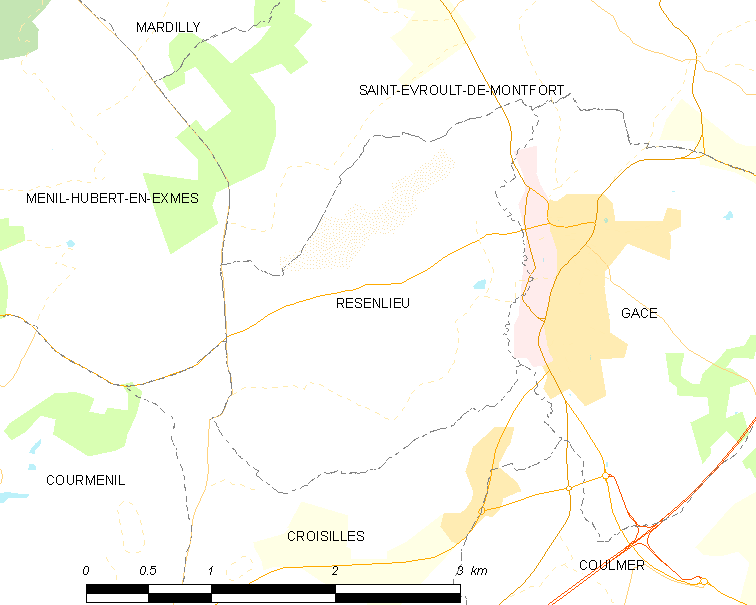
雷桑略的OSM定位图

雷桑略的时区为UTC+01:00、UTC+02:00（夏令时）。

## 行政
雷桑略的邮政编码为61230，INSEE市镇编码为61347。

## 政治
雷桑略所属的省级选区为维穆捷县。

## 人口

1962-2008年间雷桑略人口变化图示

雷桑略于2022年1月1日时的人口数量为174人。